# ماكس بومرانس
ماكس بومرانس (بالإنجليزية: Max Pomeranc)‏ هو لاعب شطرنج وممثل أمريكي، ولد في 21 مارس 1984 بنيويورك في الولايات المتحدة.

## أعمال

### أفلام
- (2008) بالتأكيد، ربما[3]

## وصلات خارجية
- ماكس بومرانس على موقع IMDb (الإنجليزية)
- ماكس بومرانس على موقع ألو سيني (الفرنسية)
- ماكس بومرانس على موقع أول موفي (الإنجليزية)
- ماكس بومرانس على موقع قاعدة بيانات الأفلام السويدية (السويدية)
- ماكس بومرانس على موقع قاعدة بيانات الفيلم (الإنجليزية)
- ماكس بومرانس على موقع كينوبويسك (الروسية)